# МТС (телекомунікаційна компанія)
«Мобільні ТелеСистеми» (МТС) (рос. Мобильные ТелеСистемы) — російська телекомунікаційна компанія, що надає послуги в Росії, Білорусі, Вірменії, Узбекистані, Туркменістані, Індії під торговою маркою «МТС», в Україні до листопада 2019 під брендом Vodafone Україна. 
Компанія надає послуги стільникового зв'язку (у стандартах GSM (2G), UMTS (3G) і LTE (4G)), послуги дротового телефонного зв'язку, широкосмугового доступу в інтернет, мобільного телебачення, кабельного телебачення, цифрового телебачення і супутні послуги, зокрема послуги з Сотел з продажу контенту..
З червня 2018 МТС запустив в Росії послугу «Інтернет-дзвінки», що включає в себе VoLTE. Станом на березень 2014 року компанія у всіх країнах своєї присутності обслуговувала понад 107 млн абонентів.
За результатами дослідження компанії Interbrand, проведеного в 2010 році, торгова марка «МТС» стала найдорожчим російським брендом, посівши перше місце з оцінкою вартості торгової марки у розмірі 213 млрд. рублів (~5,2 млрд. євро) (+12% по відношенню до 2008 року).
Основна юридична особа компанії — ВАТ «Мобільні ТелеСистеми» (повне найменування — Відкрите акціонерне товариство «Мобільні ТелеСистеми»), зареєстроване в Росії. Штаб-квартира компанії розташована в Москві. Компанія належить до холдингової групи «Система» російського мільярдера Володимира Євтушенкова.
У травні 2022 року мобільний зв'язок від МТС запрацював на тимчасово окупованій росіянами Херсонщині та частині Запорізької області під виглядом кримської компанії "К-телеком"
З 2023 року російський МТС почав працювати на тимчасово окупованій росіянами частині Донеччини та на Луганщині під юридичною особою з Криму "К—телеком".  